# Isle of Man TT 1984
De TT van Man 1984 werd verreden van 2 tot 8 juni 1984 op de Snaefell Mountain Course op het eiland Man. Door de Interval-start reed men eigenlijk een tijdrace.

## Algemeen
De Isle of Man TT van 1984 kende niet minder dan twaalf klassen. De Production TT keerde na zes jaar terug, maar er kwam ook een Historic TT, waarin klassieke 350- en 500cc-motoren aan de start kwamen. Roger Cox verongelukte in de week voor de races op 29 mei, tijdens de training van de sidecar TT bij Sarah's Cottage. De meest succesvolle coureur was Graeme McGregor, die op donderdag binnen enkele uren zowel de Junior TT als de Formula Two TT won. 

### Hoofdraces

#### Formula One TT
Zaterdag 2 juni, viertaktmotoren tot 750 cc, tweetaktmotoren tot 500 cc, 6 ronden, 586,41 km.
Honda Britain ging de strijd aan met VF 750-viertakten met Joey Dunlop en Roger Marshall. Marshall ging in de eerste ronde even aan de leiding, maar moest die al snel afstaan aan Dunlop. In de vierde ronde stopte Joey Dunlop om een losgeraakte uitlaat te verwijderen, maar de loshangende uitlaatbeugel sneed zijn achterband kapot en hij moest een pitstop maken om die te laten vervangen. Marshall ging daardoor weer aan de leiding en begon aan de laatste ronde met een voorsprong van 27,8 seconden. Joey Dunlop reed echter een absolute recordronde, brak en ronderecord met 1,6 seconden en had op de finish nog 20 seconden over op Marshall. Tony Rutter werd met een Ducati 750 F1 derde. Daarmee was de beloofde aanval van Heron-Suzuki met 500cc-tweetakten mislukt. Rob McElnea was al eens gestopt met een gebroken stuurdemper, maar door het team weer weggestuurd. Na de derde ronde kwam hij opnieuw de pit in met het verzoek de stuurdemper nu echt te repareren. Hij lag nu achtste, maar vocht zich terug naar de vijfde plaats, tot zijn RG 500 bij Crosby vastliep. Datzelfde was zijn teamgenoot Mick Grant al in de eerst ronde overkomen in de Mountain Section. 

##### Uitslag Formula One TT
| Pos | Coureur          | Merk          | Tijd      | Snelheid   | Punten |
| --- | ---------------- | ------------- | --------- | ---------- | ------ |
| 1   | Joey Dunlop      | HRC-Honda     | 2:01"37'0 | 111.68 mph | 15     |
| 2   | Roger Marshall   | HRC-Honda     | 2:01"57'2 | 111,37 mph | 12     |
| 3   | Tony Rutter      | Ducati        | 2:04"07'0 | 109,43 mph | 10     |
| 4   | Andy McGladdery  | Kawasaki      | 2:06"20'2 | 107,51 mph | 8      |
| 5   | Trevor Nation    | Ducati        | 2:06"23'2 | 107,47 mph | 6      |
| 6   | Asa Moyce        | Ducati        | 2:08"18'4 | 105,56 mph | 5      |
| 7   | John Heselwood   | Suzuki        | 2:10"22'0 | 104,18 mph | 4      |
| 8   | Alan Jackson jr. | Suzuki        | 2:10:51'8 | 103,79 mph | 3      |
| 9   | Alastair Frame   | BSA           | 2:15"13'6 | 100,44 mph | 2      |
| 10  | Danny Shimmin    | Suzuki        | 2:17"05'0 | 99,08 mph  | 1      |
| 11  | Malcolm Lucas    | Honda         | 2:17"20'2 | 98,90 mph  |        |
| 12  | Derek Huxley     | Honda         | 2:17"29'2 | 98,79 mph  |        |
| 13  | John Brindley    | Kawasaki      | 2:17"49'6 | 98,55 mph  |        |
| 14  | Roger Burnett    | Ducati-Cagiva | 2:17"59'8 | 98,43 mph  |        |
| 15  | Dave Ashton      | Suzuki        | 2:18"16'6 | 98,22 mph  |        |
| 16  | Peter Lindén     | Honda         | 2:18"22'6 | 98,15 mph  |        |
| 17  | Mark Salle       | Honda         | 2:19"23'2 | 97,44 mph  |        |
| 18  | Frank Rutter     | Honda         | 2:19"24'2 | 97,43 mph  |        |
| 19  | Ken Dobson       | Honda         | 2:19"34'0 | 97,32 mph  |        |
| 20  | John Caffrey     | Ducati        | 2:19"55'6 | 97,07 mph  |        |
| DNF | Rob McElnea      | Heron-Suzuki  | Vastloper |            |        |
| DNF | Sam McClements   | Triumph       |           |            |        |
| DNF | Chris Guy        | Honda         |           |            |        |
| DNF | Alan Cathcart    | Onbekend      |           |            |        |
| DNF | Mick Grant       | Heron-Suzuki  | Vastloper |            |        |

#### Sidecar TT Leg One
Zaterdag 2 juni, zijspancombinaties tot 750 cc, 3 ronden, 249,71 km.
Mick Boddice/Chas Birks leidden de eerste manche van de Sidecar TT van start tot finish. Het echtpaar Dennis en Julia Bingham werd voor de derde keer tweede en Steve Abbott/Shaun Smith werden derde, niet met de LCR-combinatie die ze in het wereldkampioenschap wegrace gebruikten, maar met de Ham-Yam-combinatie.

##### Uitslag Sidecar TT Leg One
| Pos | Coureur          | Bakkenist         | Merk              | Tijd      | Snelheid   |
| --- | ---------------- | ----------------- | ----------------- | --------- | ---------- |
| 1   | Mick Boddice     | Chas Birks        | Ireson-Yamaha     | 1:05"19'0 | 103,97 mph |
| 2   | Dennis Bingham   | Julia Bingham     | Padgett-Yamaha    | 1:05"21'0 | 103,92 mph |
| 3   | Steve Abbott     | Shaun Smith       | Ham-Yam           | 1:06"06'4 | 102,39 mph |
| 4   | Derek Plummer    | Brian Marris      | Ireson-Yamaha     | 1:06"19'6 | 102,39 mph |
| 5   | Lowry Burton     | Pat Cushnahan     | Yamaha            | 1:06"24'2 | 102,27 mph |
| 6   | Dave Hallam      | Barry Dunn        | Windle-Yamaha     | 1:07"14'2 | 101,00 mph |
| 7   | Derek Bayley     | Brian Nixon       | Yamaha            | 1:07"20.0 | 100,86 mph |
| 8   | Artie Oates      | Edda Oates        | Yamaha            | 1:07"26'4 | 100,70 mph |
| 9   | John Barker      | Nick Cutmore      | Windle-Yamaha     | 1:07"56'6 | 99,95 mph  |
| 10  | Eric Bregazzi    | J.J. Creer        | Windle-Yamaha     | 1:08"02'0 | 99,82 mph  |
| 11  | Geoff Rushbrook  | B. Smith          | Ireson-Yamaha     | 1:08"09'8 | 99,82 mph  |
| 12  | Barry Brindley   | Christopher Jones | Fowler-Yamaha     | 1:08"15'2 | 99,50 mph  |
| 13  | Nigel Rollason   | Colin Bairnson    | Barton Phoenix    | 1:08"38'4 | 98,94 mph  |
| 14  | Michael Burcombe | Steve Parker      | MBS               | 1:09"40'2 | 97,48 mph  |
| 15  | David Lawrence   | Peter Williams    | Yamaha            | 1:09"43'6 | 97,40 mph  |
| 16  | Warwick Newman   | Alan Warner       | Rumble-Yamaha     | 1:09"46'4 | 97,33 mph  |
| 17  | Eric Cornes      | Graham Wellington | Yamaha            | 1:09"53'6 | 97,16 mph  |
| 18  | Gerrard Flynn    | Alan Blackhurst   | Yamaha            | 1:11"03'6 | 95,57 mph  |
| 19  | Alan May         | Micky Gray        | Skillicorn-Yamaha | 1:12"21'4 | 93,86 mph  |
| 20  | Colin Jacobs     | James Law         | Yamaha            | 1:12"32'0 | 93,63 mph  |
| 39  | Trevor Ireson    | Donnie Williams   | Ireson-Yamaha     | 1:21"57'0 | 82,87 mph  |
| DNF | Dick Greasley    | Stewart Atkinson  | Busch-Yamaha      |           |            |
| DNF | Roy Hanks        | Neil Shelton      | Yamaha            |           |            |
| DNF | Dave Saville     | Dave Hall         | Sabre             |           |            |

#### Senior TT
Maandag 4 juni, motoren tot 500 cc, 6 ronden, 586,41 km.
Joey Dunlop leek met zijn driecilinder Honda RS 500 R op een makkelijke overwinning af te rijden. Aanvankelijk had Rob McElnea in zijn tweede ronde het ronderecord al verbeterd, maar in de vijfde ronde reed Dunlop een nieuw record, zijn 19"06'4 was een verbetering van het oude absolute ronderecord van Norman Brown met 22,6 seconden. Dunlop begon dan ook met een voorsprong van 40 seconden aan de laatste ronde, maar hij kwam zonder benzine te staan en zo kreeg McElnea zijn overwinning min of meer cadeau.

##### Uitslag Senior TT
| Pos | Coureur         | Merk         | Tijd      | Snelheid   |
| --- | --------------- | ------------ | --------- | ---------- |
| 1   | Rob McElnea     | Heron-Suzuki | 1:57"26'2 | 115,66 mph |
| 2   | Roger Marshall  | Honda        | 2:00"34'0 | 112,65 mph |
| 3   | Trevor Nation   | Suzuki       | 2:01"13'2 | 112,05 mph |
| 4   | Brian Reid      | Suzuki       | 2:01"26'8 | 111,84 mph |
| 5   | Mark Johns      | Suzuki       | 2:01"49'8 | 111,49 mph |
| 6   | Mick Grant      | Heron-Suzuki | 2:02"34'8 | 110,80 mph |
| 7   | Steve Cull      | Suzuki       | 2:04"04'4 | 109,47 mph |
| 8   | Steve Parrish   | Yamaha       | 2:05"28'8 | 108,24 mph |
| 9   | Nick Jefferies  | Suzuki       | 2:06"11'8 | 107,63 mph |
| 10  | Tony Rutter     | Yamaha       | 2:06"13'8 | 107,60 mph |
| 11  | Chas Mortimer   | Bartol       | 2:06"16'6 | 107,56 mph |
| 12  | Peter Lindén    | Honda        | 2:06"27'4 | 107,41 mph |
| 13  | Sam McClements  | Keen-Suzuki  | 2:06"40'8 | 107,22 mph |
| 14  | Robert Dunlop   | Yamaha       | 2:07"14'2 | 106,75 mph |
| 15  | Malcolm Lucas   | Suzuki       | 2:07"15'8 | 106,73 mph |
| 16  | Bob Heath       | Yamaha       | 2:07"40'8 | 106,38 mph |
| 17  | John Robinson   | Suzuki       | 2:08"48'4 | 105,45 mph |
| 18  | Kenny Shepherd  | Yamaha       | 2:09"09'0 | 105,17 mph |
| 19  | John Stone      | Suzuki       | 2:09"17'8 | 105,05 mph |
| 20  | Bill Simpson    | Yamaha       | 2:09"38'0 | 104,77 mph |
| 23  | Tony Head       | Armstrong    | 2:10"18'6 | 104,23 mph |
| DNF | Joey Dunlop     | Honda        | Brandstof |            |
| DNF | Chris Guy       | Honda        |           |            |
| DNF | Denis Ireland   | Suzuki       |           |            |
| DNF | Con Law         | Suzuki       |           |            |
| DNF | Phil Mellor     | Yamaha       |           |            |
| DNF | Graeme McGregor | Onbekend     |           |            |
| DNF | Teruo Fukuda    | Yamaha       |           |            |

#### Sidecar TT Leg Two
Maandag 4 juni, zijspancombinaties tot 750 cc, 3 ronden, 249,71 km.
De tweede manche van de sidecar TT werd getekend door het uitvallen van veel favorieten, zoals Mick Boddice, Trevor Ireson, Dennis en Julia Bingham en Dick Greasley. Steve Abbott, derde in de eerste manche, won nu, voor Lowry Burton en Dave Hallam.

##### Uitslag Sidecar TT Leg Two
| Pos | Coureur           | Bakkenist         | Merk            | Tijd      | Snelheid   |
| --- | ----------------- | ----------------- | --------------- | --------- | ---------- |
| 1   | Steve Abbott      | Shaun Smith       | Ham-Yam         | 1:04"30'0 | 105,29 mph |
| 2   | Lowry Burton      | Pat Cushnahan     | Yamaha          | 1:06"50'8 | 101,59 mph |
| 3   | Dave Hallam       | Barry Dunn        | Windle-Yamaha   | 1:07"05'2 | 101,23 mph |
| 4   | Artie Oates       | Edda Oates        | Yamaha          | 1:07"34'0 | 100,02 mph |
| 5   | Michael Burcombe  | Steve Parker      | MBS             | 1:08"14'2 | 99,52 mph  |
| 6   | Dennis Keen       | Colin Hartman     | Yamaha          | 1:08"42'8 | 98,83 mph  |
| 7   | John Barker       | Nick Cutmore      | Windle-Yamaha   | 1:08"58'4 | 98,46 mph  |
| 8   | John Phillips     | Malcolm Hollis    | Yamaha          | 1:09"28'6 | 97,75 mph  |
| 9   | Derek Bayley      | Brian Nixon       | Yamaha          | 1:10"14'2 | 96,69 mph  |
| 10  | Martin Murphy     | C. Jordan         | Yamaha          | 1:10"29'2 | 96,35 mph  |
| 11  | Des Founds        | Jimmy Craig       | Suzuki          | 1:11"44'8 | 94,65 mph  |
| 12  | Frank Illingworth | David Huntingdon  | Yamaha          | 1:12"20'2 | 93,88 mph  |
| 13  | Eric Cornes       | Graham Wellington | Yamaha          | 1:12"36'8 | 93,65 mph  |
| 14  | Dick Tapken       | Paul Chesters     | Checkley-Yamaha | 1:12"56'2 | 93,11 mph  |
| 15  | Craig McComb      | Paschal Brady     | Yamaha          | 1:13"10'2 | 92,18 mph  |
| 16  | Keith Griffin     | Peter Cain        | Suzuki          | 1:13"48'4 | 92,03 mph  |
| 17  | Robert Corkill    | Paul Magee        | Ireson-Yamaha   | 1:13"50'8 | 91,96 mph  |
| 18  | Tim Eade          | Chris Plant       | Quirk-Yamaha    | 1:14"29'4 | 91,17 mph  |
| 19  | Asper Nielsen     | O. Möller         | Yamaha          | 1:14"29'4 | 91,17 mph  |
| 20  | Keith Brown       | David Hedison     | Windle-Yamaha   | 1:14"34'8 | 91,06 mph  |
| 39  | Dave Saville      | Dave Hall         | Sabre           | 1:26"47'4 | 78,25 mph  |
| DNF | Mick Boddice      | Chas Birks        | Ireson-Yamaha   |           |            |
| DNF | Dick Greasley     | Stewart Atkinson  | Busch-Yamaha    |           |            |
| DNF | Trevor Ireson     | Donnie Williams   | Ireson-Yamaha   |           |            |
| DNF | Nigel Rollason    | Colin Bairnson    | Barton Phoenix  |           |            |

#### Junior TT
Donderdag 7 juni, motoren tot 250 cc, 6 ronden, 586,41 km.
In de Junior TT ontstond een gevecht tussen Graeme McGregor, Charlie Williams, Joey Dunlop en Phil Mellor, maar Dunlop en Mellor vielen uit en uiteindelijk hield McGregor ruim een minuut over ten opzichte van Williams.

##### Uitslag Junior TT
| Pos | Coureur          | Merk            | Tijd      | Snelheid   |
| --- | ---------------- | --------------- | --------- | ---------- |
| 1   | Graeme McGregor  | EMC-Rotax       | 2:03'57'6 | 109,57 mph |
| 2   | Charlie Williams | Yamaha          | 2:04"59'0 | 108,67 mph |
| 3   | Brian Reid       | EMC-Rotax       | 2:06"49'0 | 107,10 mph |
| 4   | Steve Williams   | Fowler-Yamaha   | 2:07"36'4 | 106,44 mph |
| 5   | Gary Padgett     | Padgett-Yamaha  | 2:08"55'6 | 105,35 mph |
| 6   | Paul Tinker      | Armstrong-Rotax | 2:10"24'2 | 104,16 mph |
| 7   | Kenny Shepherd   | Armstrong-Rotax | 2:11"40'2 | 103,15 mph |
| 8   | Gene McDonnell   | EMC-Rotax       | 2:12"24'8 | 102,57 mph |
| 9   | P. Nicholls      | Yamaha          | 2:13"04'2 | 102,07 mph |
| 10  | Rob Vine         | Ely-Maxton      | 2:14"07'8 | 101,26 mph |
| 11  | Robert Hayes     | Yamaha          | 2:14"59'4 | 100,62 mph |
| 12  | Andy Cooper      | Yamaha          | 2:15"13'6 | 100,44 mph |
| 13  | Teruo Fukuda     | Yamaha          | 2:16"04'2 | 99,82 mph  |
| 14  | Dave Thurlow     | EMC-Rotax       | 2:18"06'4 | 98,35 mph  |
| 15  | Mike Booys       | Pinfold-Rotax   | 2:18"17'6 | 98,21 mph  |
| 16  | John Robinson    | Spondon-Rotax   | 2:18"17'6 | 98,21 mph  |
| 17  | Curt Langan      | Yamaha          | 2:19"25'4 | 97,42 mph  |
| 18  | Bill Rae         | Yamaha          | 2:20"01'4 | 97,00 mph  |
| 19  | Dave Auckland    | Yamaha          | 2:21"33'8 | 95,94 mph  |
| 20  | David Cook       | Armstrong-Rotax | 2:21"46'2 | 95,80 mph  |
| DNF | Joey Dunlop      | Honda           |           |            |
| DNF | Steve Cull       | Armstrong       |           |            |
| DNF | Chas Mortimer    | Armstrong       |           |            |
| DNF | Phil Mellor      | Yamaha          |           |            |
| DNF | Con Law          | EMC-Rotax       |           |            |
| DNF | Tony Head        | Armstrong       |           |            |

#### Formula Two TT
Donderdag 7 juni, viertaktmotoren van 400 tot 600 cc, tweetaktmotoren van 250 tot 350 cc, 4 ronden, 242,92 km.
Een uur na zijn overwinning stapte Graeme McGregor op zijn 350cc- Yamaha om het op te nemen tegen Tony Rutter, die de Formula Two TT al drie jaar op rij gewonnen had. McGregor had bij de finish nog ruim een halve minuut over, temeer omdat hij - net als in de Junior TT - een nieuw ronderecord had gereden. 

##### Uitslag Formula Two TT
| Pos | Coureur          | Merk              | Tijd      | Snelheid   |
| --- | ---------------- | ----------------- | --------- | ---------- |
| 1   | Graeme McGregor  | Manchester-Yamaha | 1:23"14'6 | 108,78 mph |
| 2   | Tony Rutter      | Ducati            | 1:23"47'6 | 108,05 mph |
| 3   | Trevor Nation    | Ducati-Cagiva     | 1:24"24'8 | 107,27 mph |
| 4   | Phil Mellor      | Padgett-Yamaha    | 1:24"44'0 | 106,86 mph |
| 5   | Gary Padgett     | Padgett-Yamaha    | 1:26"18'2 | 104,92 mph |
| 6   | Mike Booys       | Yamaha            | 1:28"38'6 | 102,15 mph |
| 7   | Malcolm Wheeler  | Ducati            | 1:28"48'8 | 101,95 mph |
| 8   | David Griffith   | Yamaha            | 1:28"51'8 | 101,90 mph |
| 9   | Steve Cull       | Hejira-Ducati     | 1:28"54'8 | 101,84 mph |
| 10  | Martin Barr      | Yamaha            | 1:28"56'6 | 101,80 mph |
| 11  | Jim Wells        | Bimota-Kawasaki   | 1:29"06'6 | 101,61 mph |
| 12  | Tony Head        | Yamaha            | 1:29"17'4 | 101,41 mph |
| 13  | Gordon Farmer    | Maxton            | 1:29"57'8 | 100,65 mph |
| 14  | Walter Hoffmann  | Yamaha            | 1:30"21'0 | 100,22 mph |
| 15  | Hartley Kerner   | Honda             | 1:30"48'2 | 99,72 mph  |
| 16  | Steve Murray     | Yamaha            | 1:30"51'2 | 99,66 mph  |
| 17  | David Smith      | Yamaha            | 1:32"40'4 | 97,71 mph  |
| 18  | Bill Ingham      | Yamaha            | 1:33"28'4 | 96,87 mph  |
| 19  | Rob Brewer       | Honda             | 1:33"28'8 | 96,86 mph  |
| 20  | John Caffrey     | Ducati            | 1:33"53'0 | 96,45 mph  |
| 26  | Alan Cathcart    | Laverda           | 1:36"01'0 | 94,30 mph  |
| DNF | Brian Reid       | Yamaha            |           |            |
| DNF | Chas Mortimer    | Yamaha            |           |            |
| DNF | Neil Tuxworth    | Padgett-Yamaha    |           |            |
| DNF | Alan Jackson jr. | Honda             |           |            |
| DNF | Roger Burnett    | Ducati-Cagiva     |           |            |

#### Classic TT
Vrijdag 8 juni, motoren tot 1.000 cc, 6 ronden, 586,41 km.
In de Classic TT ontstond een gevecht tussen Joey Dunlop (920cc-Honda), Mick Grant (500cc-Suzuki en Rob McElnea (1.000cc-Suzuki). Dunlop nam aanvankelijk de leiding, maar na twee ronden was Grant de snelste, gevolgd door Dunlop en McElnea. Die reed echter een nieuw ronderecord en had bij het ingaan van de laatste ronde een voorsprong van tien seconden op Dunlop, die intussen twee pitstops had gemaakt, terwijl McElnea slechts één keer gestopt was. Rob McElnea haalde zijn tweede overwinning (na de Senior TT op maandag). Voor McElnea was het zijn laatste race op het eiland Man. Hij wilde zich voortaan concentreren op het wereldkampioenschap wegrace,

##### Uitslag Classic TT
| Pos | Coureur          | Merk            | Tijd      | Snelheid   |
| --- | ---------------- | --------------- | --------- | ---------- |
| 1   | Rob McElnea      | Heron-Suzuki    | 1:56"58'2 | 116,12 mph |
| 2   | Joey Dunlop      | Honda           | 1:57"12'4 | 115,88 mph |
| 3   | Mick Grant       | Heron-Suzuki    | 1:58"26'2 | 114,68 mph |
| 4   | Klaus Klein      | Suzuki          | 2:00"51'0 | 112,39 mph |
| 5   | Mark Johns       | Suzuki          | 2:01"53'6 | 111,43 mph |
| 6   | Barry Woodland   | Suzuki          | 2:03"02'0 | 110,39 mph |
| 7   | Nick Jefferies   | Suzuki          | 2:04"05'0 | 109,46 mph |
| 8   | Mark Salle       | Suzuki          | 2:05"43'6 | 108,03 mph |
| 9   | Tony Rutter      | Yamaha          | 2:05"48'2 | 107,96 mph |
| 10  | Johnny Rea       | Suzuki          | 2:06"09'0 | 107,67 mph |
| 11  | Richard Coates   | Yamaha          | 2:06"57'4 | 106,98 mph |
| 12  | Robert Dunlop    | Yamaha          | 2:07"09'0 | 106,82 mph |
| 13  | Rob Vine         | Yamaha          | 2:07"24'2 | 106,61 mph |
| 14  | John Stone       | Suzuki          | 2:08"08'2 | 106,00 mph |
| 15  | Geoff Johnson    | Yamaha          | 2:08"57'6 | 105,32 mph |
| 16  | Kenny Shepherd   | Yamaha          | 2:09"48'6 | 104,63 mph |
| 17  | Kevin Wilson     | Maxton-Yamaha   | 2:09"52'4 | 104,58 mph |
| 18  | John Heselwood   | Suzuki          | 2:10"12'6 | 104,31 mph |
| 19  | P. Nicholls      | Suzuki          | 2:12"05'6 | 102,82 mph |
| 20  | Jim Wells        | Harris-Kawasaki | 2:12"17'8 | 102,66 mph |
| 23  | Helmut Dähne     | Honda           | 2:14"38'2 | 100,88 mph |
| DNF | Sam McClements   | Suzuki          |           |            |
| DNF | Frank Rutter     | Honda           |           |            |
| DNF | Trevor Nation    | Suzuki          |           |            |
| DNF | Graeme McGregor  | Yamaha          |           |            |
| DNF | Roger Burnett    | Ducati          |           |            |
| DNF | Brian Reid       | Suzuki          |           |            |
| DNF | Steve Parrish    | Yamaha          |           |            |
| DNF | Roger Marshall   | Honda           |           |            |
| DNF | Chris Guy        | Honda           |           |            |
| DNF | Steve Cull       | Suzuki          |           |            |
| DNF | Ray Knight       | P&M-Honda       |           |            |
| DNF | Con Law          | Onbekend        |           |            |
| DNF | Andy McGladdery  | Onbekend        |           |            |
| DNF | Alan Jackson jr. | Onbekend        |           |            |
| DNF | Manfred Stengl   | Onbekend        |           |            |

### Overige races

#### Historic 350 cc TT
Zaterdag 2 juni, Klassieke motoren tot 350 cc, 3 ronden, 249,71 km.
Steve Cull won de Historic 350 cc TT met een Aermacchi Ala d'Oro 350. Hij had toch al een goede week, want hij werd negende in de Formula Two TT en zevende in de Senior TT. 

##### Uitslag Historic 350 cc TT
| Pos | Coureur             | Merk      | Tijd      | Snelheid  |
| --- | ------------------- | --------- | --------- | --------- |
| 1   | Steve Cull          | Aermacchi | 1:12"02'6 | 94,26 mph |
| 2   | Jimmy Millar        | Aermacchi | 1:12"08'6 | 94,13 mph |
| 3   | Paul Barrett        | Aermacchi | 1:14"30'2 | 91,15 mph |
| 4   | Alan Cathcart       | Aermacchi | 1:15"30'6 | 89,94 mph |
| 5   | John Stephens       | Norton    | 1:16"42'2 | 88,58 mph |
| 6   | Ron Roebury         | Honda     | 1:18"07'4 | 86,93 mph |
| 7   | Mac McDiarmid       | Suzuki    | 1:19"14'4 | 85,70 mph |
| 8   | Richard Fitzsimmons | Suzuki    | 1:20"42'0 | 84,15 mph |
| 9   | Jim Curry           | Honda     | 1:20"50'0 | 84,01 mph |
| 10  | John Kiddie         | Honda     | 1:21"01'2 | 83,82 mph |
| 11  | Vin Duckett         | Aermacchi | 1:21"19'2 | 83,51 mph |
| 12  | Eddie Crooks        | Suzuki    | 1:21"24'2 | 83,42 mph |
| 13  | Nev Watts           | Honda     | 1:21"39'2 | 83,17 mph |
| 14  | Ronnie Niven        | Aermacchi | 1:22"19'2 | 82,50 mph |
| 15  | Bob Hill            | Aermacchi | 1:22"30'4 | 82,31 mph |
| 16  | Robert Simmons      | Suzuki    | 1:26"41'6 | 78,32 mph |
| 17  | Chris Walton        | Aermacchi | 1:27"24'4 | 77,69 mph |
| 18  | Anthony Ainslie     | Ducati    | 1:29"01'8 | 76,28 mph |
| 19  | Don Ellis           | BSA       | 1:32"20'8 | 73,54 mph |
| 20  | Jim Scaysbrook      | AJS       | 1:33"01'4 | 73,00 mph |

#### Historic 500 cc TT
Zaterdag 2 juni, Klassieke motoren tot 500 cc, 3 ronden, 249,71 km.
Dave Roper uit New York werd de eerste Amerikaan die een 500cc-race tijdens de Isle of Man TT won, toen hij zijn Matchless G50 naar de eerste plaats van de Historic 500 cc TT stuurde. Hij leidde de wedstrijd van start tot finish, ondanks het feit dat Amerikanen niet gewend waren in de regen te rijden en het in de laatste ronde hard begon te regenen.

##### Uitslag Historic 500 cc TT
| Pos | Coureur         | Merk      | Tijd      | Snelheid  |
| --- | --------------- | --------- | --------- | --------- |
| 1   | Dave Roper      | Matchless | 1:10"39'6 | 96,11 mph |
| 2   | Ian Lougher     | Matchless | 1:11"18'2 | 95,24 mph |
| 3   | Geoff Johnson   | Norton    | 1:12"12'6 | 94,05 mph |
| 4   | Ray Knight      | Triumph   | 1:16"55'6 | 88,28 mph |
| 5   | Ken Inwood      | Norton    | 1:17"16'2 | 87,89 mph |
| 6   | Nick Jefferies  | Norton    | 1:18"04'0 | 86,96 mph |
| 7   | John Hurlestone | Norton    | 1:19"40'2 | 85,24 mph |
| 8   | John Raybold    | Norton    | 1:19"50'6 | 85,05 mph |
| 9   | John Findlay    | Norton    | 1:22"43'4 | 82,09 mph |
| 10  | Alan Dugdale    | Matchless | 1:24"08'2 | 80,71 mph |
| 11  | G. McGaw        | Velocette | 1:29"02'0 | 76,27 mph |
| 12  | Frank Rutter    | Aermacchi | 1:29"33'6 | 75,83 mph |
| 13  | Beno Rodi       | BSA       | 1:31"45'6 | 74,01 mph |
| DNF | Sam McClements  | Norton    |           |           |
| DNF | Charlie Dobson  | Onbekend  |           |           |
| DNF | Dennis Trollope | Onbekend  |           |           |

#### Production 751-1500 cc TT
Vrijdag 8 juni, standaardmotoren tot 1500 cc, 3 ronden, 249,71 km.
De maximale cilinderinhoud van 1.500 cc was wat overdreven, want de Production 751-1500 cc TT werd een groot succes voor Kawasaki en de Kawasaki GPz 900 R die eerste en tweede werd.

##### Production 751-1500 cc TT
| Pos | Coureur            | Merk     | Tijd      | Snelheid   |
| --- | ------------------ | -------- | --------- | ---------- |
| 1   | Geoff Johnson      | Kawasaki | 1:04"30'4 | 105,28 mph |
| 2   | Howard Selby       | Kawasaki | 1:05"10'8 | 104,19 mph |
| 3   | Peter Lindén       | Honda    | 1:05"47.0 | 103,23 mph |
| 4   | Steve Parrish      | Yamaha   | 1:05"50'2 | 103,15 mph |
| 5   | Jack Gow           | Kawasaki | 1:05"51'8 | 103,11 mph |
| 6   | Mick Grant         | Suzuki   | 1:06"01'0 | 102,87 mph |
| 7   | Bob Jackson        | Honda    | 1:06"20'6 | 102,36 mph |
| 8   | Nick Jefferies     | BMW      | 1:06"21'6 | 102,34 mph |
| 9   | Jim Wells          | Kawasaki | 1:06"32'6 | 102,06 mph |
| 10  | Karl-Heinz Diepold | Honda    | 1:06"41'8 | 101,82 mph |
| 11  | Derek Bates        | Honda    | 1:07"02'8 | 101,29 mph |
| 12  | Graham Bentman     | Kawasaki | 1:07"37'2 | 100,43 mph |
| 13  | Gordon Grigor      | Honda    | 1:07"45'2 | 100,23 mph |
| 14  | Sam McClements     | Kawasaki | 1:07"54'2 | 100,01 mph |
| 15  | Bill Smith         | Honda    | 1:09"00'0 | 98,42 mph  |
| 16  | Elmar Geulen       | Honda    | 1:13"10'0 | 92,82 mph  |
| 17  | Manfred Stengl     | Honda    | 1:14"53'2 | 90,68 mph  |
| DNF | Alan Jackson jr.   | Honda    |           |            |
| DNF | Roger Marshall     | Honda    |           |            |

#### Production 251-750 cc TT
Vrijdag 8 juni, standaardmotoren tot 750 cc, 3 ronden, 249,71 km.
In de Production 251-750 cc TT ontstond een flink gevecht tussen Trevor Nation en Helmut Dähne, beide met Honda VF 750's. Uiteindelijk hield Nation slechts 2,2 seconden over.

##### Uitslag Production 251-750 cc TT
| Pos | Coureur          | Merk     | Tijd      | Snelheid   |
| --- | ---------------- | -------- | --------- | ---------- |
| 1   | Trevor Nation    | Honda    | 1:06"25'2 | 102,24 mph |
| 2   | Helmut Dähne     | Honda    | 1:06"27'4 | 102,19 mph |
| 3   | David Dean       | Honda    | 1:07"39'6 | 100,37 mph |
| 4   | Hartley Kerner   | Honda    | 1:07"49'6 | 100,12 mph |
| 5   | Ken Dobson       | Honda    | 1:07"55'4 | 99,98 mph  |
| 6   | Mark Salle       | Honda    | 1:08"02'0 | 99,82 mph  |
| 7   | Frank Rutter     | Honda    | 1:08"18'0 | 99,43 mph  |
| 8   | Malcolm Lucas    | Honda    | 1:08"37'2 | 98,97 mph  |
| 9   | Rob Vine         | Yamaha   | 1:09"05'2 | 98,30 mph  |
| 10  | Paul Iddon       | Suzuki   | 1:10"57'4 | 95,71 mph  |
| 11  | Martin Hall      | Honda    | 1:11"10'4 | 95,42 mph  |
| 12  | Andy Cooper      | Suzuki   | 1:11"18'8 | 95,23 mph  |
| 13  | Eric Galbraith   | Yamaha   | 1:11"45'4 | 94,64 mph  |
| 14  | Anders Ksov      | Yamaha   | 1:11"46'8 | 94,61 mph  |
| 15  | Bill McCormack   | Kawasaki | 1:12"08'0 | 94,15 mph  |
| 16  | Michael Williams | Honda    | 1:12"13'0 | 94,04 mph  |
| 17  | Roger Hurst      | Yamaha   | 1:12"24'2 | 93,80 mph  |
| 18  | John Hurlestone  | Honda    | 1:12"26'2 | 93,75 mph  |
| 19  | Phil Odlin       | Yamaha   | 1:12"46'8 | 93,31 mph  |
| 20  | Walter Hoffmann  | Yamaha   | 1:13"25'8 | 92,48 mph  |
| DNF | Joey Dunlop      | Honda    |           |            |

#### Production 100-250 cc TT
Vrijdag 8 juni, standaardmotoren tot 250 cc, 3 ronden, 249,71 km.
De Production 100-250 cc TT was spannend toen Phil Mellor nog strijd moest leveren met journalist Matt Oxley, Gary Padgett en Manxman Graham Cannell. Cannell kwam echter niet aan de finish, terwijl Padgett en Oxley de Suzuki van Chris Fargher voor moesten laten gaan, maar toen had Mellor intussen al 20 seconden voorsprong.

##### Uitslag Production 100-250 cc TT
| Pos | Coureur           | Merk   | Tijd      | Snelheid  |
| --- | ----------------- | ------ | --------- | --------- |
| 1   | Phil Mellor       | Yamaha | 1:13"21'4 | 92,58 mph |
| 2   | Chris Fargher     | Suzuki | 1:13"41'2 | 92,16 mph |
| 3   | Matt Oxley        | Suzuki | 1:13"57'6 | 91,59 mph |
| 4   | Gary Padgett      | Yamaha | 1:14"09'0 | 91,59 mph |
| 5   | Charlie Williams  | Yamaha | 1:14"24'8 | 91,26 mph |
| 6   | John Weeden       | Suzuki | 1:15"11'6 | 90,31 mph |
| 7   | Ian Lougher       | Suzuki | 1:15"58'8 | 89,38 mph |
| 8   | Ralph Sutcliffe   | Suzuki | 1:17"13'4 | 87,94 mph |
| 9   | Sean Collister    | Yamaha | 1:17"55'2 | 87,15 mph |
| 10  | Michael McGarrity | Honda  | 1:18"10'6 | 86,87 mph |
| 11  | Gordon Farmer     | Yamaha | 1:18"26'2 | 86,58 mph |
| 12  | Mike Booys        | Yamaha | 1:18"29'6 | 86,52 mph |
| 13  | Colin Bevan       | Yamaha | 1:18"52'2 | 86,10 mph |
| 14  | Chas Mortimer     | Honda  | 1:19"00'4 | 85,96 mph |
| 15  | Norman Kneen      | Yamaha | 1:19"05'2 | 85,87 mph |
| 16  | Gordon Beattie    | Yamaha | 1:19"29'0 | 85,44 mph |
| 17  | David Nobbs       | Suzuki | 1:19"47'6 | 85,11 mph |
| 18  | Colin Marshall    | Yamaha | 1:21"20'4 | 83,49 mph |
| 19  | Steve Murray      | Honda  | 1:22"50'4 | 81,98 mph |
| 20  | Alan Dugdale      | Suzuki | 1:23"51'6 | 80,98 mph |

1907 · 1908 · 1909 · 1910 · 1911 · 1912 · 1913 · 1914 · Eerste Wereldoorlog · 1920 · 1921 · 1922 · 1923 · 1924 · 1925 · 1926 · 1927 · 1928 · 1929 · 1930 · 1931 · 1932 · 1933 · 1934 · 1935 · 1936 · 1937 · 1938 · 1939 · Tweede Wereldoorlog · 1947 · 1948 · 1949 · 1950 ·1951 · 1952 · 1953 · 1954 · 1955 · 1956 · 1957 · 1958 · 1959 · 1960 · 1961 · 1962 · 1963 · 1964 · 1965 · 1966 · 1967 · 1968 · 1969 · 1970 · 1971 · 1972 · 1973 · 1974 · 1975 · 1976 · 1977 · 1978 · 1979 · 1980 · 1981 · 1982 · 1983 · 1984 · 1985 · 1986 · 1987 · 1988 · 1989 · 1990 · 1991 · 1992 · 1993 · 1994 · 1995 · 1996 · 1997 · 1998 · 1999 · 2000 · 2002 · 2003 · 2004 · 2005 · 2006 · 2007 · 2008 · 2009 · 2010 · 2011 · 2012 · 2013 · 2014